# Maasmechelen
Maasmechelen (en limburguès Mechele) és un municipi belga de la província de Limburga la regió de Flandes. És el resultat de la fusió el 1971 i el 1971 dels fins aleshores municipis independents de Boorsem, Eisden, Leut, Mechelen-aan-de-Maas, Meeswijk, Opgrimbie, Uikhoven i Vucht.

## Agermanaments
- : Skofja Loka
- : Stein
- : Ostuni
- : Triandria
- : Rueifang Township
- : Tshwane